# دیوردی چورداش
دیوردی چورداش (به انگلیسی: György Csordás) (زادهٔ ۶ اکتبر ۱۹۲۸) شناگر اهل مجارستان است.